# The Marshall Mathers LP
The Marshall Mathers LP is het derde studioalbum van rapper Eminem, onder contract bij Aftermath Entertainment. Het album was met name in de VS een commercieel succes en behaalde als een van de weinige rapalbums Diamond status, gelijk aan 10 keer platina, uitgereikt bij meer dan 10 miljoen verkochte platen. Ook de singles "The Real Slim Shady", "The Way I Am" en "Stan" waren succesvol.

## Nummers
| Nr. | Titel                              | Uitgelichte gast(en)                     | Producer(s)                       | Duur |
| --- | ---------------------------------- | ---------------------------------------- | --------------------------------- | ---- |
| 1   | "Public Service Announcement 2000" |                                          |                                   | 0:26 |
| 2   | "Kill You"                         |                                          | Dr. Dre, Mel-Man                  | 4:24 |
| 3   | "Stan"                             | Dido                                     | The 45 King, Eminem (co-producer) | 6:44 |
| 4   | "Paul" (skit)                      |                                          |                                   | 0:11 |
| 5   | "Who Knew"                         |                                          | Dr. Dre & Mel-Man                 | 3:48 |
| 6   | "Steve Berman" (skit)              |                                          |                                   | 0:54 |
| 7   | "The Way I Am"                     |                                          | Eminem                            | 4:50 |
| 8   | "The Real Slim Shady"              |                                          | Dr. Dre & Mel-Man                 | 4:44 |
| 9   | "Remember Me?"                     | RBX & Sticky Fingaz                      | Dr. Dre & Mel-Man                 | 3:39 |
| 10  | "I'm Back"                         |                                          | Dr. Dre & Mel-Man                 | 5:10 |
| 11  | "Marshall Mathers"                 |                                          | F.B.T. & Eminem                   | 5:21 |
| 12  | "Ken Kaniff" (skit)                |                                          |                                   | 1:02 |
| 13  | "Drug Ballad"                      | Dina Rae                                 | F.B.T. & Eminem                   | 5:00 |
| 14  | "Amityville"                       | Bizarre                                  | F.B.T.                            | 4:15 |
| 15  | "Bitch Please II"                  | Dr. Dre, Nate Dogg, Snoop Dogg, & Xzibit | Dr. Dre & Mel-Man                 | 4:48 |
| 16  | "Kim"                              |                                          | F.B.T.                            | 6:18 |
| 17  | "Under The Influence"              | D12                                      | F.B.T. & Eminem                   | 5:22 |
| 18  | "Criminal"                         |                                          | F.B.T. & Eminem                   | 5:19 |